# 蒙托克角州立公園
蒙托克角州立公園（英語：Montauk Point State Park）是一個位於紐約州薩福克縣東漢普頓鎮的州立公園。它位於蒙托克的小村莊中，在長島的最東端，佔地3.49平方公里。蒙托克角（Montauk Point）是長島南叉的最東端，因此也是紐約州的最東端。
該公園內有蒙托克角燈塔，該燈塔於1792年在喬治·華盛頓總統的領導下獲得了國會的建造批准。建築始於1796年6月7日，並於1796年11月5日竣工。該燈塔在第一次世界大戰和第二次世界大戰期間被嚴密武裝，這些槍砲在今天仍然可見。
阿姆斯達（Amistad）是一艘在1839年發生奴隸暴動的西班牙船，在蒙托克角附近被俘。奴隸被允許在這里短暫下船，然後被再次監禁並帶到康涅狄格州新倫敦接受審判，其後在美國最高法院審理了阿姆斯達案。約翰·昆西·亞當斯成功地為這些黑奴辯護，宣稱他們是被綁架。審判後，奴隸被允許返回非洲。此案引發了關於廢除奴隸制的辯論。

## 圖集

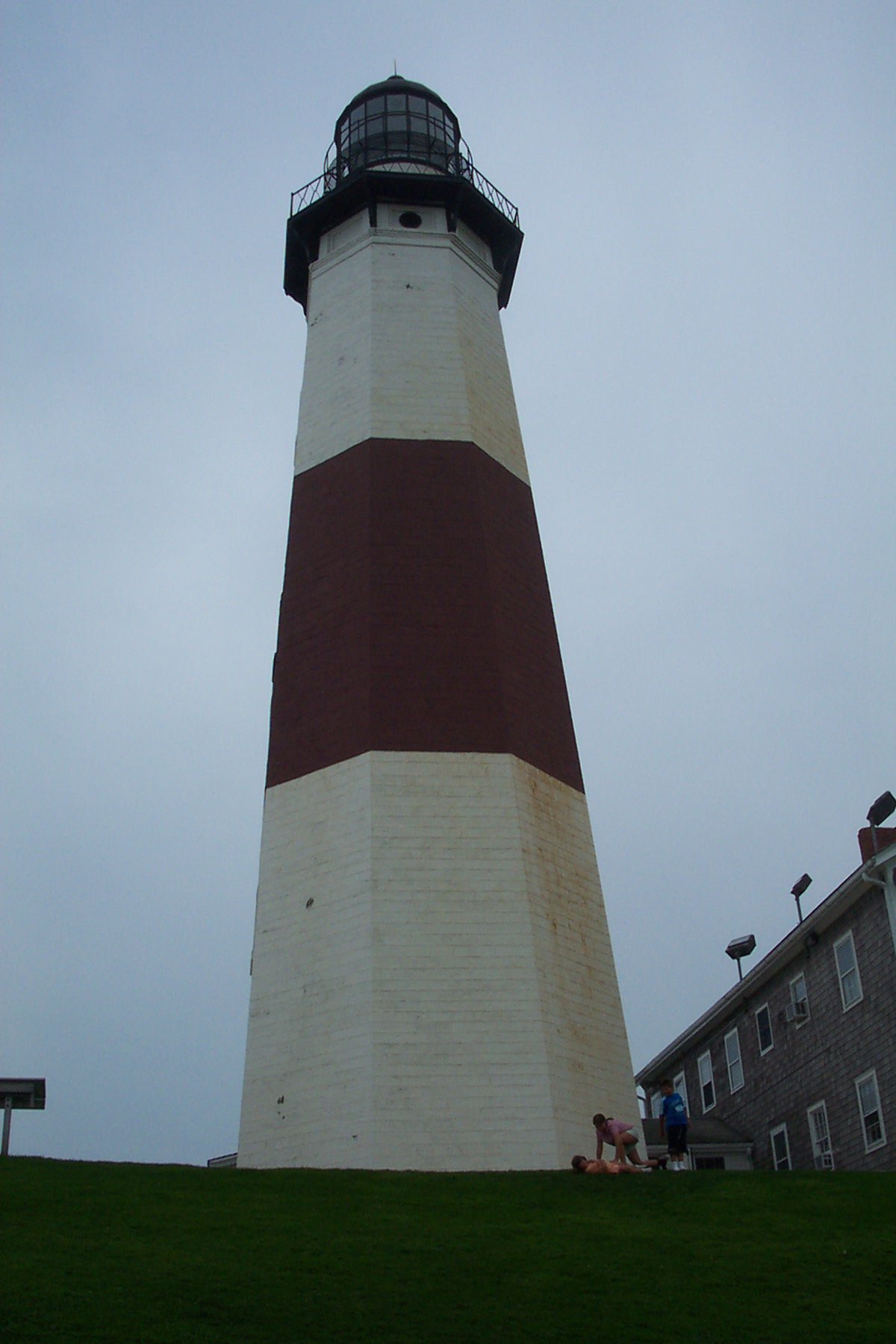
蒙托克角燈塔
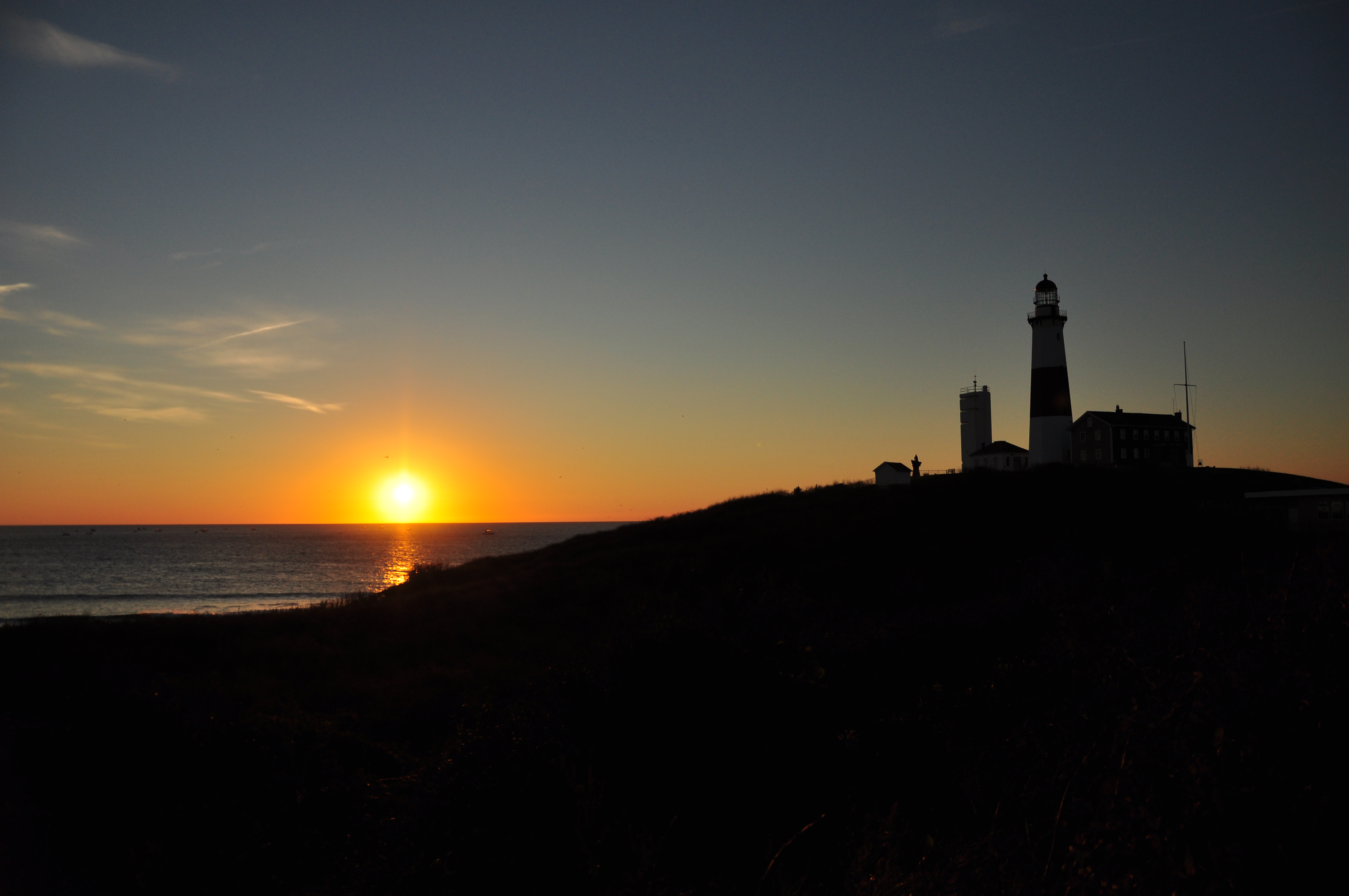
日出時的蒙托克角燈塔
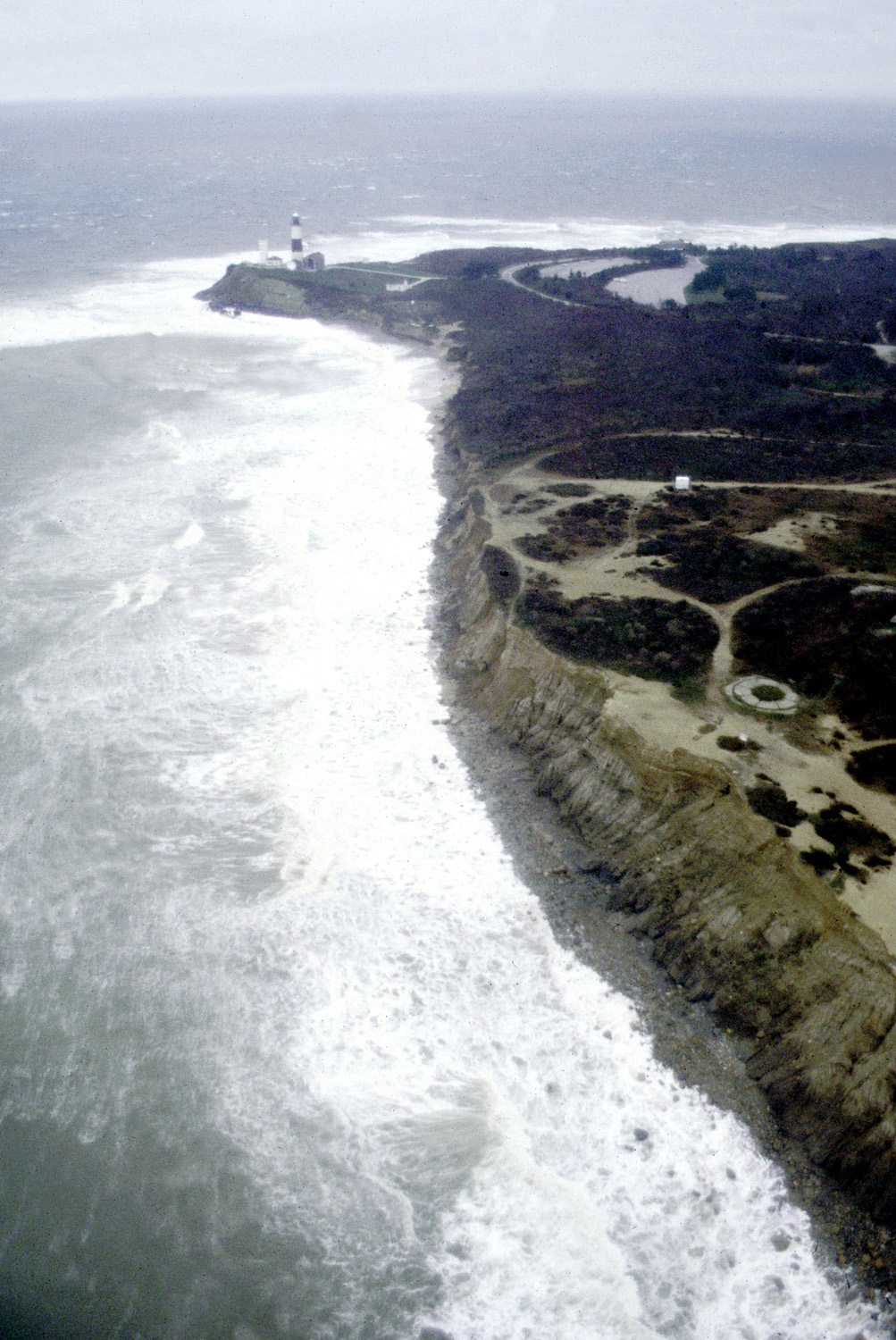
風雨中的蒙托克角燈塔
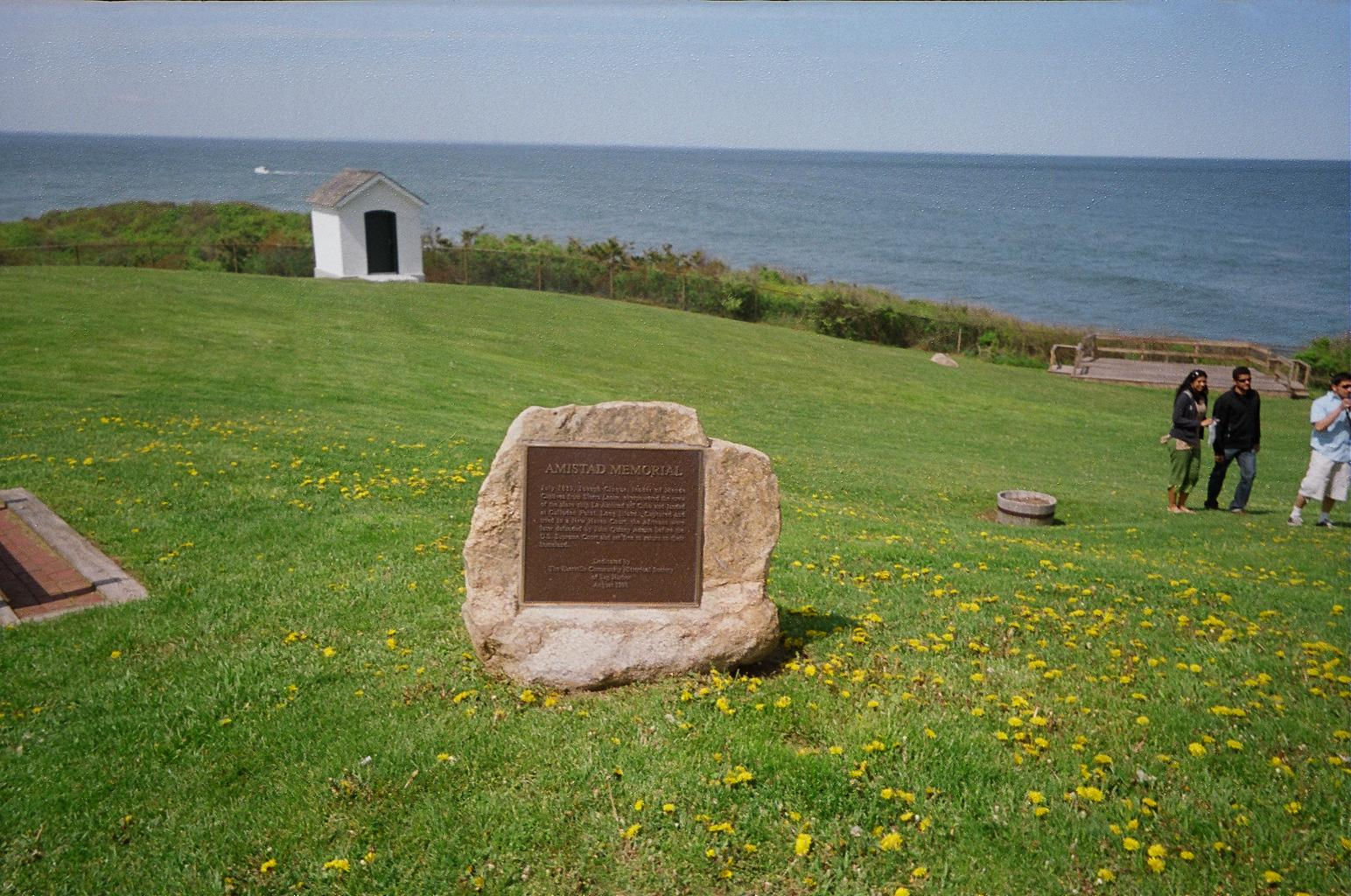
阿姆斯達號紀念碑

## 外部連結
- New York State Parks: Montauk Point State Park （页面存档备份，存于）
- Montauklighthouse.com （页面存档备份，存于）
- National Park Service List of New York Lighthouses （页面存档备份，存于）

1. ↑  . NYS Office of Parks, Recreation & Historic Preservation.   [August 6, 2015]. （原始内容存档于2019-12-31）.
2. ↑  .  (PDF). The Nelson A. Rockefeller Institute of Government. 2014: 673  [March 6, 2016]. （原始内容 (PDF)存档于September 16, 2015）.
3. ↑  . Data.ny.gov.   [August 6, 2015]. （原始内容存档于2015-05-28）.